# Чернов, Василий Алексеевич
Василий Алексеевич Чернов (26 мая 1982, Камышин, СССР) — российский футболист, защитник.
Воспитанник камышинской СДЮСШОР-2 и волгоградской СДЮСШОР-19 «Олимпия». В составе «Олимпии» выступал в 1998—2007 годах. Первые два сезона играл на любительском уровне, за восемь следующих лет сыграл во втором дивизионе 199 игр, забил 10 мячей. Далее играл во втором дивизионе за саранскую «Мордовию» (2008) и ФК «Волгоград» (2009), в 2010 году сыграл четыре матча в составе волгоградского «Ротора» в первом дивизионе, в 2011 году играл на любительском уровне за «Цемент» Михайловка. Завершил профессиональную карьеру в клубе ПФЛ «Машук-КМВ» Пятигорск — в первой половине сезона 2011/12 сыграл пять матчей, в четырёх из них выходил на замену на последней минуте матча.
На юношеском чемпионате Европы 1999 года в Чехии сыграл все три матча сборной.